# ديف أرمسترونغ
ديف أرمسترونغ (بالإنجليزية: Dave Armstrong)‏ هو معلق رياضي أمريكي، ولد في 10 مايو 1957.